# N-Octyl-β-D-1-thioglucopyranosid
n-Octyl-β-D-1-thioglucopyranosid (Octylthioglucosid, OTG) ist ein Thioglucosid und ein mildes nichtionisches Tensid für die Solubilisierung von Proteinen, insbesondere von Membranproteinen.

## Vorkommen und Darstellung
n-Alkyl-Thioglycoside vom Typ des n-Octyl-β-D-thioglucopyranosids haben keine natürlich vorkommende Vertreter. Als natürliche S-Glycoside verbreitet sind hingegen die Senfölglycoside.
Die Synthese von n-Octyl-β-D-thioglucopyranosid geht aus von D-Glucose (I), die mit Acetanhydrid und konzentrierter Schwefelsäure zum α-D-Glucopyranose-pentaacetat (Pentaacetylglucose) (II) peracetyliert wird.
Pentaacetylglucose reagiert mit Bromwasserstoff zu 2,3,4,6-Tetra-O-acetyl-α-D-glucopyranosylbromid (Acetobromglucose) (III), die mit Thioharnstoff in Aceton fast quantitativ das Isothiuroniumsalz 2,3,4,6-Tetra-O-acetyl-β-D-glucopyranosyl-1-isothiuroniumbromid (IV) bildet.
Das nach Neutralisation des Salzes und Reduktion mit Natriumsulfit zum Thiol im Alkalischen entstehende nukleophilere Thiolat-Anion reagiert ebenfalls fast quantitativ mit 1-Bromoctan zum n-Octyl-2,3,4,6-tetra-O-acetyl-1-thio-β-D-glucopyranosid (peracetyliertes Octylthioglucosid) (V), aus dem die alkalische Deacetylierung mittels Natriumhydroxid in Methanol quantitativ das Zielprodukt n-Octyl-1-thio-β-D-glucopyranosid (VI) in einer Gesamtausbeute von ca. 80 % erzeugt.
Bei der Trichloracetimidat-Methode nach Richard R. Schmidt bildet sich aus dem peracetylierten O-(α-D-Glucopyransyl)trichloracetimidat mit 1-Octanthiol unter Bortrifluoriddiethyletherat-Katalyse unter Inversion (Chemie) (nach Deacetylierung) ausschließlich das n-Octyl-1-thio-β-D-glucopyranosid, während das perbenzylierte O-(α-D-Glucopyransyl)trichloracetimidat unter Retention (nach Debenzylierung) ausschließlich in das n-Octyl-1-thio-α-D-glucopyranosid umgewandelt wird.
Durch Reaktion von D-Glucose mit 1-Octanthiol mit Olah’s Reagens (70 % Fluorwasserstoff HF in Pyridin) entsteht hingegen das anomere Gemisch n-Octyl-1-thio-α, β-D-glucopyranosid in 95%iger Ausbeute, das 44 % α-Anomeres und 56 % β-Anomeres enthält.
Das reine α-Octylthioglucosid ist durch Reaktion von Pentaacetyl-β-D-glucose (aus D-Glucose, Acetanhydrid und Natriumacetat) in organischen Lösungsmitteln bei erhöhten Temperaturen mit 1-Octanthiol und Bortrifluorid-Etherat und anschließende Deacetylierung zugänglich.

## Eigenschaften
n-Octyl-β-D-1-thioglucopyranosid ist ein farb- und geruchloser, hygroskopischer, kristalliner Feststoff, der sich leicht in Wasser und niedrigen Alkoholen löst. Im Vergleich zu dem bereits früher als Detergens für biochemische Anwendungen eingeführten O-Glucosid n-Octyl-β-D-glucopyranosid, erscheint das analoge S-Glucosid OTG durch seine höhere Stabilität, besonders gegen Abbau durch β-Glucosidasen, besonders geeignet.
| Vergleich S-Octylglucosid mit O-Glucosid |                                     |                          |                  |                  |                          |                        |                       |                |
| Eigenschaften                            | Kritische Mizellkonzentration (CMC) | Solubilisierungsvermögen | Dialysierbarkeit | Chem. Stabilität | β-Glucosidase-Stabilität | Transparenz bei 280 nm | Denaturierungstendenz | Chem. Analytik |
| n-Octyl-β-D-thiogluco-pyranosid          | 9 mM (+)                            | ++                       | +                | +                | +                        | +                      | +                     | +              |
| n-Octyl-β-D-gluco-pyranosid              | 23–25 mM +                          | ++                       | ++               | (−)              | −                        | +                      | +                     | +              |

++ sehr gut      + gut      (+) eingeschränkt gut      (−) schwach      − schlecht
Der in Publikationen aus den 1980er Jahren vorgebrachte Kostenvorteil für Octylthioglucosid besteht wegen der in jüngerer Zeit entwickelten effizienten enzymatischen Synthesewege für O-Octylglucosid (direkt aus D-Glucose, 1-Octanol mittels β-Glucosidase) offensichtlich nicht mehr.
Das α-anomere Octylthioglucosid zeigt flüssigkristalline Eigenschaften unter Ausbildung einer smektischen Phase A.

## Anwendungen
Nichtionische Detergentien solubilisieren Membranproteine schonend und unter (weitgehendem) Erhalt ihrer physiologischen Funktion durch Wechselwirkung mit den in die Lipiddoppelschichten von Zellmembranen eingebetteten hydrophoben Membranbereichen. Oberhalb der so genannten  kritischen Mizellkonzentration CMC [OTG: 9 mM, bzw. 0,2772 % (w/v)] bilden sich gemischte Mizellen aus Membranproteinen und Tensidmolekülen, wobei OTG-Konzentrationen von 1,1 – 1,2 % (w/v) für die Solubilisierung von Membranproteinen aus E. coli eingesetzt wurden. Es wurde keine Denaturierung der Membranproteine nach Solubilisierung mit Octylthioglucosid gefunden.
Für die Analyse der biologischen Aktivität von Membranproteinen ist es oft erforderlich, die Proteine in die Lipiddoppelschichten von Liposomen zu rekonstituieren. Dabei wird die Lösung des solubilisierten Proteins in Gegenwart von Phospholipiden oder Membranlipidmischungen zur Entfernung des Tensids der Dialyse oder Ionenaustauschchromatographie unterworfen. So kann unter Standardbedingungen nach 6 Stunden 95 % des OTG aus einer 43 mM-Tensidlösung entfernt werden.
Octylthioglucosid (15 mM) ist seinem O-Analogon Octylglucosid (OT) deutlich überlegen bei der Solubilisierung und der Stabilisierung gegenüber thermischer und lichtinduzierter Denaturierung der lichtgetriebenen Protonenpumpe Bacteriorhodopsin aus den Biomembranen von Halobakterien.